# Faustino Barone
Deivis Faustino Barone Mora (Asunción, 11 de mayo de 2006) es un futbolista uruguayo de origen paraguayo. Juega de delantero centro y su equipo actual es el Club Olimpia de la Primera División de Paraguay. Nació en Paraguay debido a que su padre el exfutbolista Deivis Barone estaba defendiendo el Club Libertad.

## Trayectoria
Faustino comenzó a jugar en el baby fútbol de San Ramón, realizó su formación infantil en Canelones. En el año 2020 se incorporó a las divisiones juveniles de River Plate de Montevideo por recomendación de su padre, por lo que su familia se mudó a la capital del país, en un principio iba a ser defensa en Séptima División pero finalmente se formó como delantero. En su primera temporada jugó 14 partidos y convirtió 5 goles. En el 2021 mejoró su marca, en 19 partidos convirtió igual cantidad de goles. Para el 2022 se superó, y en 27 encuentros jugados anotó 29 goles, fue el goleador del Campeonato Uruguayo de Sexta División, su buen nivel lo llevó a debutar en Tercera División.
Fue ascendido al primer equipo para la temporada 2023 por el entrenador Gustavo "Chavo" Díaz. Debutó en un partido amistoso el 11 de enero contra Colón de Santa Fé, ingresó en la segunda mitad del partido por Valentín Adamo, empataron 1-1 y fueron a penales, Faustino pateó el suyo pero no fue a portería, finalmente perdieron 2-3.
El 24 de enero tuvo minutos en un nuevo partido amistoso, esta vez fue titular, se enfrentaron a Boston River, empataron sin goles y por penales clasificaron a la final de la Copa Eduardo Arsuaga por la serie Río de la Plata. Dos días después jugaron la final contra Cerro Largo, estuvo los segundos 45 minutos en cancha pero perdieron 2-1.
Estuvo en el banco de suplentes en los 2 primeros partidos del Torneo Apertura 2023, pero sin oportunidades, fue en la fecha 3 cuando pudo jugar. Debutó como profesional a nivel oficial el 19 de febrero de 2023, ingresó al minuto 74 por Pablo López para enfrentarse a Racing en el Parque Palermo, jugó con 16 años y empataron sin goles.
Debido a su convocatoria para defender a Uruguay en el Campeonato Sudamericano Sub-17 de 2023 se perdió el resto del Torneo Apertura.
Volvió a tener minutos en la fecha 1 del Torneo Intermedio 2023, ingresó en los minutos finales para enfrentar a Boston River pero perdieron 0-1.
El 18 de junio fue titular por primera vez, jugó por la fecha 2 del Intermedio en el Campeón del Siglo contra Peñarol y se destacó con un doblete, finalmente ganaron 1-3. Fue reconocido por Tenfield como parte del equipo de la fecha y posteriormente por la AUF como parte del equipo ideal de los meses mayo-junio y el joven más destacado.
Volvió a convertir gol en su debut por Copa Uruguay el 29 de octubre, fue titular para enfrentar a Albion y ganaron 0-2.
En su primera temporada como profesional jugó 22 partidos, convirtió 4 goles y brindó 2 asistencias, River Plate culminó en novena posición de la tabla anual por lo que no pudo clasificar a competiciones internacionales.
Tras 3 años en la máxima categoría del fútbol uruguayo, dejó su club con 58 presencias, 10 goles y 4 asistencias. El 8 de julio de 2025 fue presentado como nuevo fichaje de Olimpia.

## Selección nacional
Faustino ha sido parte de la selección de Uruguay en las categorías sub-17, sub-20 y sub-23.
En marzo de 2022 fue convocado por primera vez a la selección uruguaya, en su categoría sub-17 por el entrenador Diego Demarco. Fue convocado para jugar 2 partidos amistosos en Paraguay, debutó con la Celeste el 17 de mayo contra la sub-17 paraguaya, ingresó en el transcurso del encuentro pero fueron derrotados 1-0. Dos días después fue titular, convirtió su primer gol con Uruguay y ganaron 1-3.
Durante el 2022 jugó 10 partidos amistosos y convirtió 2 goles, fue parte del plantel que ganó un cuadrangular internacional en Alemania y otro en Argentina. En 2023 disputó 2 partidos amistosos y convirtió un gol en cada uno.
El 8 de marzo de 2023 se dio a conocer la lista definitiva del plantel que disputaría el Campeonato Sudamericano Sub-17 y Barone fue confirmado.
Debutó en el Sudamericano el 30 de marzo, ingresó en el transcurso del segundo tiempo contra Colombia, combinado con el que empataron sin goles. En el tercer partido convirtió un gol y derrotaron 2-0 a Ecuador.
Uruguay quedó eliminado en la fase de grupos tras 1 victoria, 1 empate y 2 derrotas, Faustino jugó los 4 encuentros y convirtió 1 gol.
El 17 de mayo de 2023 fue citado por el nuevo entrenador de la selección absoluta de Uruguay, Marcelo Bielsa, para ser parte de un combinado juvenil y hacer de sparring a la selección mayor.
Posteriormente fue convocado para ser parte de la preparación de los Juegos Panamericanos 2023, para entrenar con un combinado sub-23 a pesar de ser sub-17. No quedó en la lista final.
Se le volvió a convocar el 4 de diciembre, esta vez para entrenar de cara al Torneo Preolímpico Sudamericano Sub-23 de 2024, en un grupo de jugadores con edad para ser parte de la sub-20 en 2025. No quedó en la lista definitiva.
Durante 2024 fue parte del proceso de la selección sub-20, jugó 4 partidos amistosos y anotó un gol, pero no fue convocado al Sudamericano de la categoría.

## Estadísticas

### Clubes
Actualizado al último partido citado el 13 de julio de 2025.
| Club                        | Div.          | Temporada     | Liga  | Liga  | Liga   | Copas nacionales | Copas nacionales | Copas nacionales | Copas internacionales | Copas internacionales | Copas internacionales | Total | Total | Total  |
| Club                        | Div.          | Temporada     | Part. | Goles | Asist. | Part.            | Goles            | Asist.           | Part.                 | Goles                 | Asist.                | Part. | Goles | Asist. |
| --------------------------- | ------------- | ------------- | ----- | ----- | ------ | ---------------- | ---------------- | ---------------- | --------------------- | --------------------- | --------------------- | ----- | ----- | ------ |
| C. A. River Plate · Uruguay | 1.ª           | 2023          | 21    | 3     | 2      | 2                | 1                | 0                | -                     | -                     | -                     | 23    | 4     | 2      |
| C. A. River Plate · Uruguay | 1.ª           | 2024          | 20    | 3     | 2      | -                | -                | -                | —                     | —                     | —                     | 20    | 3     | 2      |
| C. A. River Plate · Uruguay | 1.ª           | 2025          | 15    | 3     | 0      | -                | -                | -                | —                     | —                     | —                     | 15    | 3     | 0      |
| C. A. River Plate · Uruguay | Total club    | Total club    | 56    | 9     | 4      | 2                | 1                | 0                | 0                     | 0                     | 0                     | 58    | 10    | 4      |
| C. Olimpia Paraguay         | 1.ª           | 2025          | 0     | 0     | 0      | -                | -                | -                | -                     | -                     | -                     | 0     | 0     | 0      |
| C. Olimpia Paraguay         | Total club    | Total club    | 0     | 0     | 0      | 0                | 0                | 0                | 0                     | 0                     | 0                     | 0     | 0     | 0      |
| Total carrera               | Total carrera | Total carrera | 56    | 9     | 4      | 2                | 1                | 0                | 0                     | 0                     | 0                     | 58    | 10    | 4      |
| 1.                          |               |               |       |       |        |                  |                  |                  |                       |                       |                       |       |       |        |

### Selección
Actualizado al último partido citado el 14 de noviembre de 2024.
| Selección         | Temporada         | Continental | Continental | Continental | Mundial      | Mundial      | Mundial      | Amistosos | Amistosos | Amistosos | Total | Total | Total  |
| Selección         | Temporada         | Part.       | Goles       | Asist.      | Part.        | Goles        | Asist.       | Part.     | Goles     | Asist.    | Part. | Goles | Asist. |
| ----------------- | ----------------- | ----------- | ----------- | ----------- | ------------ | ------------ | ------------ | --------- | --------- | --------- | ----- | ----- | ------ |
| Sub-17 · Uruguay  | 2022              | —           | —           | —           | —            | —            | —            | 10        | 2         | 0         | 10    | 2     | 0      |
| Sub-17 · Uruguay  | 2023              | 4           | 1           | 0           | No clasificó | No clasificó | No clasificó | 2         | 2         | 0         | 6     | 3     | 0      |
| Sub-17 · Uruguay  | Total sel.        | 4           | 1           | 0           | 0            | 0            | 0            | 12        | 4         | 0         | 16    | 5     | 0      |
| Sub-20 · Uruguay  | 2024              | —           | —           | —           | —            | —            | —            | 4         | 1         | 0         | 4     | 1     | 0      |
| Sub-20 · Uruguay  | Total sel.        | 0           | 0           | 0           | 0            | 0            | 0            | 4         | 1         | 0         | 4     | 1     | 0      |
| Total selecciones | Total selecciones | 4           | 1           | 0           | 0            | 0            | 0            | 16        | 5         | 0         | 20    | 6     | 0      |
| 1.                |                   |             |             |             |              |              |              |           |           |           |       |       |        |

## Palmarés

### Distinciones individuales
| Distinción                                       | Año  |
| ------------------------------------------------ | ---- |
| Premios AUF - Joven talento del mes (mayo-junio) | 2023 |
| Premios AUF - Equipo ideal del mes (mayo-junio)  | 2023 |